# La Garriga
La Garriga es un municipio y localidad de la provincia de Barcelona, en la comunidad autónoma de Cataluña (España). Se encuentra en la comarca del Vallés Oriental.
La Garriga es conocida en toda Cataluña por su industria más importante, los muebles, por sus aguas termales, por sus edificios modernistas y por las alfombras que se realizan durante la fiesta del Corpus Christi.

## Toponimia
El topónimo deriva de la coscoja, en catalán garric (Quercus coccifera), que forma una comunidad llamada garriga. Los primeros habitantes datados, los romanos, le pusieron el nombre por lo abundante que es esta planta. La coscoja pertenece al género Quercus, como las encinas y los robles, y es típica de la zona mediterránea.

## Geografía
La Garriga linda con el parque natural del Montseny. El término está atravesado, de norte a sur, por el río Congost, un afluente del Besós.
| Noroeste: Figaró-Montmany      | Norte: Figaró-Montmany         | Nordeste: Figaró-Montmany          |
| Oeste: L'Ametlla del Vallès    |                                | Este: Cànoves i Samalús            |
| Suroeste: L'Ametlla del Vallès | Sur: Les Franqueses del Vallès | Sureste: Les Franqueses del Vallès |

## Historia
Su situación cercana a Barcelona, su clima, y la presencia de aguas termales convirtieron a La Garriga en uno de los lugares de veraneo preferidos de la burguesía catalana de comienzos del siglo XX, hecho que propició la construcción de edificios modernistas en la población.
La Garriga fue una de las poblaciones catalanas bombardeadas por la aviación franquista durante la Guerra Civil. De hecho, hoy en día aun se conserva un refugio antiaéreo, al que se pueden realizar visitas guiadas.

## Demografía
La Garriga cuenta con una población de 17 305 habitantes (INE 2024).
| Gráfica de evolución demográfica de La Garriga entre 1842 y 2021                                                    |
| |
| Población de derecho según los censos de población del INE Población de hecho según los censos de población del INE |

## Administración y política
| Periodo   | Nombre                                        | Partido   |
| --------- | --------------------------------------------- | --------- |
| 1979-1983 | Núria Albó i Corrons                          | PSC       |
| 1983-1987 | Núria Albó i Corrons                          | PSC       |
| 1987-1991 | Alfred Vilar i Serra                          | CiU       |
| 1991-1995 | Alfred Vilar i Serra                          | CiU       |
| 1995-1999 | Alfred Vilar i Serra                          | CiU       |
| 1999-2003 | Alfred Vilar i Serra                          | CiU       |
| 2003-2007 | Miquel Pujol i Jordà                          | ERC       |
| 2007-2011 | Meritxell Budó i Pla / Neus Bulbena i Burdó   | CiU / PSC |
| 2011-2015 | Meritxell Budó i Pla                          | CiU       |
| 2015-2019 | Meritxell Budó i Pla / Jordi Pubill i Sauquet | CiU / CiU |
| 2019-2023 | Dolors Castellà Puig                          | ERC       |
| 2023-act. | Meritxell Budó i Pla                          | JxC       |

## Patrimonio

### Villa romana de Can Terrés

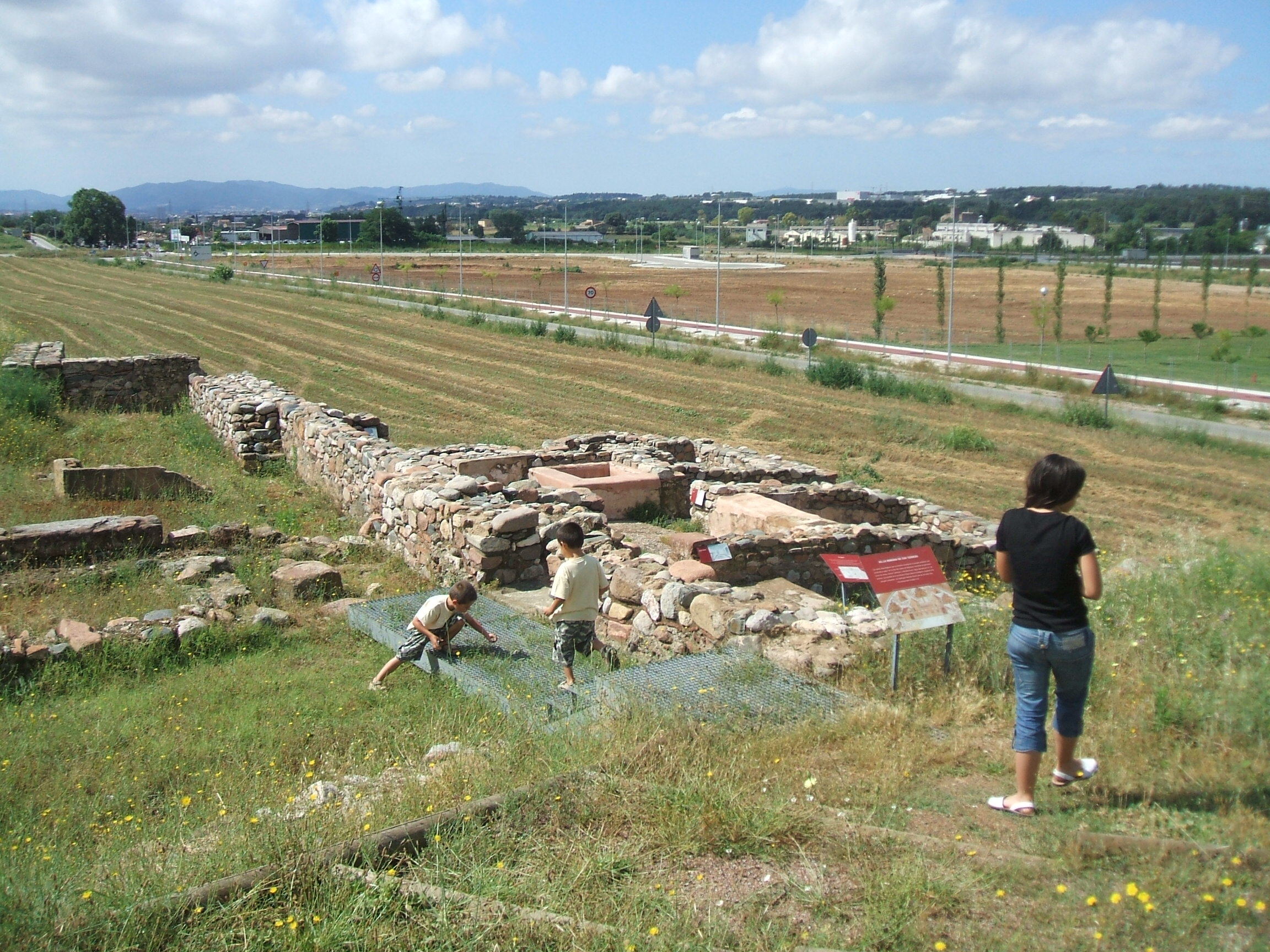
Villa romana de Can Terrés

La villa romana de Can Terrés se encuentra ubicada al sur del término municipal y fue construida en el siglo I a. C. Se trataba de un edificio de unos 200 m², y por su buen estado de conservación, se considera uno de los asentamientos rurales de época romana más relevantes del patrimonio cultural catalán.

### Iglesia de la Doma

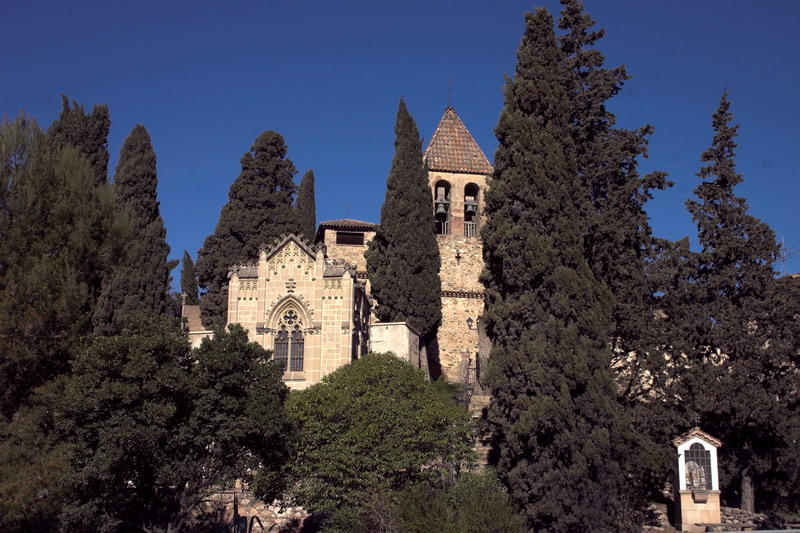
La Doma

La antigua iglesia parroquial es uno de los monumentos más interesantes del municipio. Es una construcción con elementos románicos y góticos que esconde un interesante retablo gótico dedicado a San Esteban, el patrón de la población. Data de 1492 y se atribuye a la escuela pictórica de los Huguet-Vergós. La Doma aún conserva el encanto de las antiguas iglesias rurales.

### Ermita de Santa María del Camino

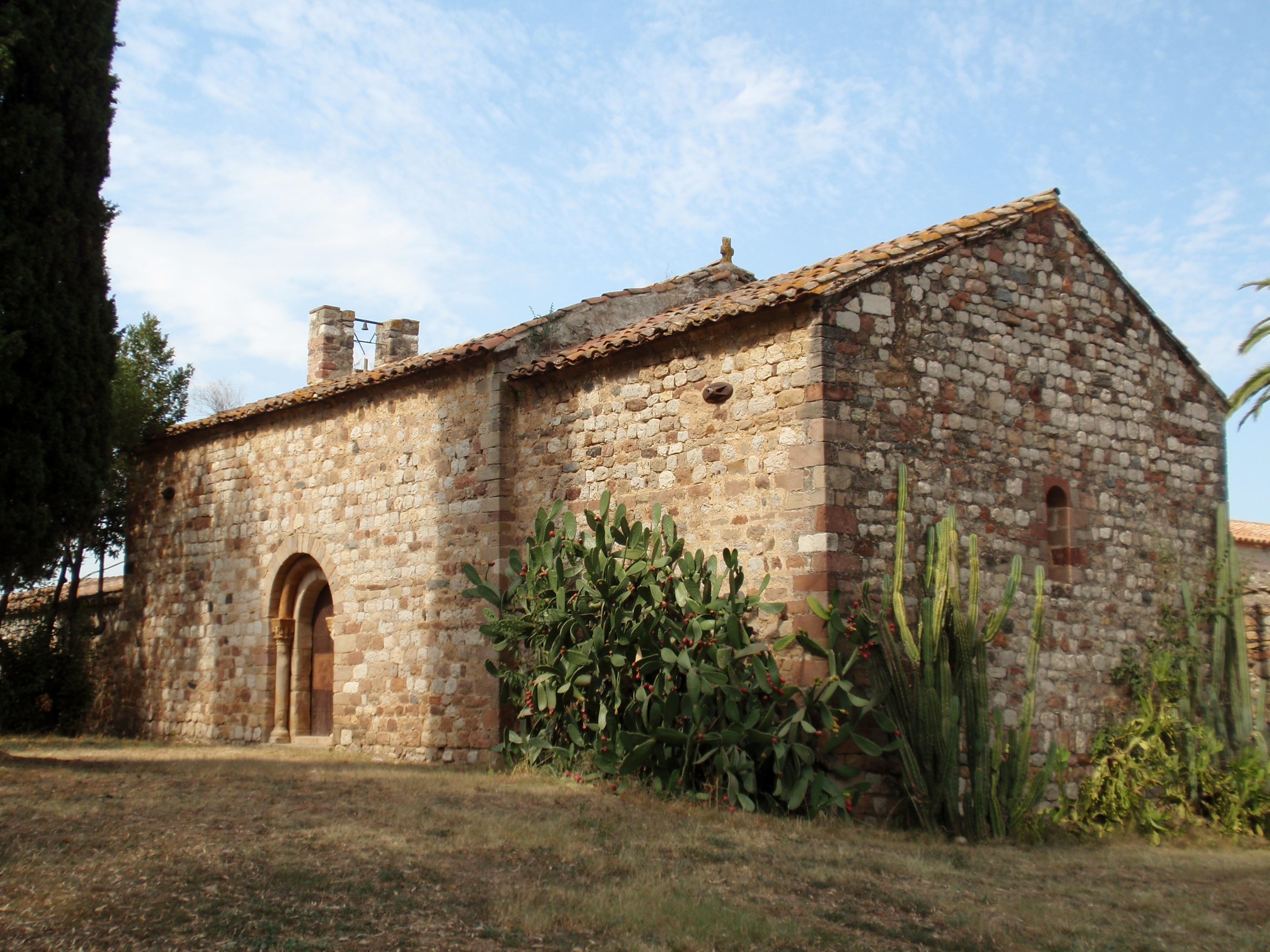
Ermita de Santa María del Camino

El origen de la ermita de Santa María del Camino hay que buscarlo en el siglo X, pero el actual edificio responde a modificaciones hechas en el siglo XII. La capilla fue construida sobre unas antiguas ruinas romanas.
De planta prerrománica, en el edificio destaca arquitectónicamente la portada del siglo XII. Se trata de una capilla de una sola nave y cubierta con un arco fajón.
Junto con la capilla de Santa María del Camino había un antiguo monasterio que fundó la abadesa Emma del San Juan de las Abadesas en 921 para su hermana Xixilona y en el marco de la política repobladora que la caracterizó. Ambas eran hijas del conde Wifredo el Velloso.